# (21860) Joannaguy
(21860) Joannaguy (1999 TX180) – planetoida z pasa głównego asteroid okrążająca Słońce w ciągu 4,41 lat w średniej odległości 2,69 j.a. Odkryta 10 października 1999 roku.